# Alice Ströver
Alice Ströver (* 3. August 1955 in Hannoversch Münden)
ist eine deutsche Politikerin der Grünen.
Sie war von 1995 bis 2011 Mitglied im Berliner Abgeordnetenhaus. Seit 2012 ist sie Geschäftsführerin der Freien Volksbühne Berlin e.V.

## Leben
Studium der Kommunikationswissenschaft und Germanistik (M.A.) an der Freien Universität Berlin.
Von 1983 bis 1985 berufliche Tätigkeit im Wissenschafts- und Kulturbereich sowie als Referentin der Grünen im Berliner Abgeordnetenhaus und der Europafraktion.
Ströver ist verheiratet und hat eine Tochter.

## Politik
Seit 1982 ist Ströver Mitglied der Alternativen Liste, des damaligen Berliner Landesverbandes der Grünen.
Seit November 1995 war Ströver Mitglied des Abgeordnetenhauses von Berlin und dort Vorsitzende des Ausschusses für Kulturelle Angelegenheiten. Neben dem Präsidium des Abgeordnetenhauses und dem Ausschuss für Europa- und Bundesangelegenheiten, Medien, Berlin-Brandenburg war sie außerdem Vorsitzende im Sonderausschuss Restitution, der sich insbesondere mit der Causa Kirchner beschäftigt. Sie kandidierte jeweils im Wahlkreis Charlottenburg-Wilmersdorf 4 direkt, zog aber über die Landesliste ein.
Von Juni bis November 2001 war Ströver Staatssekretärin für kulturelle Angelegenheit in der Berliner Senatsverwaltung für Wissenschaft, Forschung und Kultur in der rot-grünen Übergangsregierung. Sie war Mitglied im Rundfunkrat des Senders Freies Berlin (SFB) und Rundfunk Berlin-Brandenburg (rbb) sowie Mitglied im Hörfunkrat des Deutschlandradio. 2011 trat Ströver nicht mehr für die Wahl zum Abgeordnetenhaus an und zog sich weitgehend aus der Politik zurück. Der Berliner Kulturszene ist sie durch ihre derzeitige Tätigkeit als Geschäftsführerin der Besucherorganisation Freie Volksbühne Berlin weiterhin sehr verbunden.